# Linux From Scratch
Linux From Scratch (LFS, Linux de la zero) este un proiect de creare a unui sistem de operare Linux din cod sursă. Denumirea „Linux From Scratch” se referă atât la modalitatea de a construi un sistem Linux, cât și la setul de instrucțiuni (cartea programatorului Gerard Beekmans) pentru crearea acestuia.
Modalitatea de creare a unui LFS constă în compilarea și instalarea manuală a fiecărei componente în parte de către utilizator. Aceasta este, desigur, o metodă mult mai laborioasă decât instalarea unei distribuții pre-compilate. Ideea de bază este că, instalând componentele una câte una, utilizatorul va putea întelege mai bine cum funcționează un sistem Linux în interiorul său. În plus, compilând toate software-urile în conformitate cu sistemul și nevoile utilizatorului, acestea vor rula mai rapid, vor fi mult mai flexibile, vor avea un consum mai mic de resurse și vor ocupa un spațiu mai mic pe disc. Datorită acestor lucruri, sloganul este "Your distro, your rules" (Distribuția ta, regulile tale).

## Cartea
Linux From Scratch (LFS) este și numele unei cărți scrise de Gerard Beekmans. În această carte, cititorul primește instrucțiuni pentru a putea construi un sistem Linux folosind sursele programelor. Cartea se poate descărca gratuit de pe situl LFS. În prezent cartea se află la versiunea 7.6.

## Procedură

### Instalarea sistemului
Pentru a putea construi un LFS sunt necesare o partiție goală și un sistem Linux funcțional. În loc de un sistem Linux funcțional instalat pe hard-disk, utilizatorul poate folosi un Linux From Scratch LiveCD pus la dispoziție gratuit pe situl LFS.

Se începe cu instalarea unui sistem temporar. Apoi directorul root va trebui schimbat (folosind comanda chroot) cu directorul în care a fost instalat sistemul temporar, după care utilizatorul va instala sistemul propriu-zis.

### Post instalare
Noul sistem va conține numai programele și configurațiile minime pentru ca acesta să fie funcțional, rămânând la latitudinea utilizatorului ce software-uri va mai instala și ce setări va efectua în continuare. Un ghid în acest sens îl reprezintă cartea Beyond Linux From Scratch (BLFS), actualmente în versiunea 7.6, scrisă tot de Gerard Beekmans.

## Listă de software-uri
Pentru ca sistemul LFS să fie funcțional trebuie compilate și instalate următoarele software-uri:
| - Autoconf 2.69 - Automake 1.14 - Bash 4.2 - Binutils 2.23.2 - Bison 3.0 - Bzip2 1.0.6 - Coreutils 8.21 - DejaGNU 1.5.1 - Diffutils 3.3 - E2fsprogs 1.42.8 - Expect 5.45 - File 5.14 - Findutils 4.4.2 - Flex 2.5.37 - Gawk 4.1.0 - GCC 4.8.1 - GDBM 1.10 - Gettext 0.18.3 - Glibc 2.18 - GMP 5.1.2 | - Grep 2.14 - Groff 1.22.2 - GRUB 2.0 - Gzip 1.6 - Iana-Etc 2.30 - Inetutils 1.9.1 - IPRoute2 3.10.0 - Kbd 1.15.5 - Less 458 - LFS-Bootscripts 7.4 (20130821) - Libpipeline 1.2.4 - Libtool 2.4.2 - Linux 3.10.10 - GNU M4 1.4.16 - Make 3.82 - Man-DB 2.6.5 - Man-pages 3.53 - MPC 1.0.1 - MPFR 3.1.2 - Ncurses 5.9 | - Patch 2.7.1 - Perl 5.18.1 - Pkg-config 0.28 - Procps 3.3.8 - Psmisc 22.20 - Readline 6.2 - Sed 4.2.2 - Shadow 4.1.5.1 - Sysklogd 1.5 - Sysvinit 2.88dsf - Tar 1.26 - Tcl 8.6.0 - Texinfo 5.1 - tzdata 2013d - systemd 206 - Udev Configuration Tarball 206-1 - Util-linux-ng 2.23.2 - Vim language files (opțional) 7.4 - XZ Utils 5.0.5 - Zlib 1.2.8 |